# قائمة المعالم السياحية في قطر
قطر هي واحدة من أسرع الدول نموا في مجال السياحة. وفقًا لتصنيفات السياحة العالمية، زار قطر أكثر من 2.3 مليون سائح دولي في عام 2017. أصبحت قطر واحدة من أكثر الدول انفتاحًا في الشرق الأوسط بسبب التحسينات الأخيرة في تسهيل التأشيرات، بما في ذلك السماح لمواطني 88 دولة بالدخول بدون تأشيرة وبدون رسوم.
تشمل مناطق الجذب السياحي الشهيرة في قطر ما يلي:

## عوامل الجذب

### المواقع الأثرية
- الدعسة
- جزيرة الخور
- جبل الجساسية
- لحسين
- مروب
- راس ابروق
- الرويدا
- أم الماء
- وادي ديبيان
- الزبارة[2]

### الشواطئ
- شاطئ الغارية
- شاطئ الذخيرة
- شاطئ دخان
- شاطئ فويرط
- خور العديد
- شاطئ رأس أبروق
- شاطئ أم باب
- شاطئ الزبارة
- شاطئ مارونا
- شاطئ الفاركية
- شاطئ سميسمة العائلي
- شاطئ الوكرة
- شاطئ سيلين
- شاطئ الخرج
- شاطئ كتارا

### الحصون
- أبراج الخور
- قلعة الوجبة
- قلعة الزبارة
- قلعة الركيات
- أبراج برزان
- قلعة الدوحة
- قلعة مرير

### المتاحف
- متحف: المتحف العربي للفن الحديث[3]
- - متحف الفن الإسلامي بالدوحة[4]
- متحف قطر الوطني
- متحف قطر الوطني
- - متحف الشيخ فيصل بن قاسم آل ثاني

### المتنزهات الوطنية
- محمية الريم للمحيط الحيوي
- محمية الوبرة للحياة الفطرية
- منتزه أم تيس الوطني

### الحدائق
- حديقة البدع
- حديقة أسباير

### مراكز التسوق

#### الدوحة
- دوحة فستيفال سيتي
- لاندمارك مول الدوحة
- سوق واقف
- فيلاجيو مول[5]
- الريان
- مول قطر